# ガオの戦い (2013年3月)
2013年3月のガオの戦い（ガオのたたかい）は、マリ北部紛争に介入したフランス軍とマリ軍およびアフリカ諸国軍とイスラム過激派武装勢力との間で発生した戦闘。

## 経過

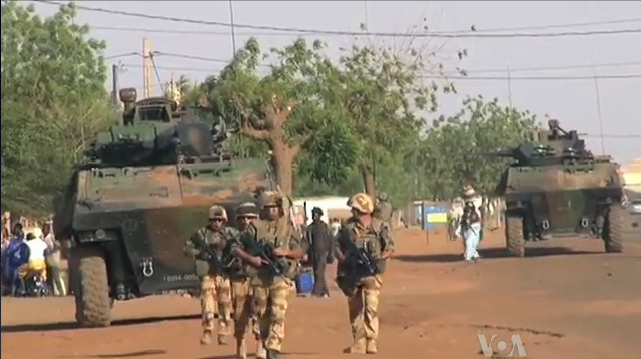
ガオへ向かうフランス軍兵士とVBCI（2013年3月または4月）

3月23日、マリ＝フランス連合軍はベラ島（l'île de Bera）で捜索活動を実施し、これは抵抗なく進行し約10人のマリ人を逮捕する。
3月23日深夜から24日未明にかけて、イスラム戦闘員の一団はガオ市に対し攻撃を開始する。攻撃はMUJAOのワハブ・オマル（Wahab Oumar）の声明では、聖戦士9人が土曜深夜ガオ市に到着したと主張する。この一団は軍の宿営地に対して攻撃を仕掛ける。声明によれば聖戦士達は最終的な勝利まで継続するとしている。
ガオ市はマリ軍、ニジェール軍によってそれぞれ守られ、フランス軍はガオ国際空港に拠点を置いている。そしてギニア軍将兵160人が予定より3日早く到着していた。
攻撃は市街北東の第4地区での一斉射撃で始まる。マリ軍士官よると、軍は戦闘後に捜索を実施している。「土曜日夜から日曜日にかけて、一部の戦闘員はガオ市内のマリ軍宿営地に向けてAK-47小銃3丁で銃撃を加えてきた。我々の部下は懸命に応戦しこれを撃退した。我々の損害は軽微であり、これ以上この攻撃についての話をすることはできない」と述べた。
巡察中であったフランス軍のVBCI装輪歩兵戦闘車を装備する1個小隊は戦闘に介入し、他の2個小隊は空港から派遣される。
襲撃者は撤退し最初の銃撃から平静を取り戻したが、朝の数時間後には再開される。この攻撃はニジェール川側から行われる。
新華社通信の電話取材に応じた別のマリ軍士官は「我々は攻撃を受けており、テロリストは市街に潜入し城郭地区東口で昨日から銃撃が始まった。市街から3km離れた空港に拠点を置くフランス軍は2箇所の宿営地を設けており、増援としてやってきたフランス軍部隊は非常に多く、我々は敵を撃退することに成功するも、彼らはキダルへ至る出口がある第4地区へ逃れた」。
ロイター通信の記者は、市内に侵入した4人の内、カラシニコフで武装した2人、RPG-7を1門を持った3人目、そして最後にはおそらく爆弾ベルトを着用しているとみられる1人を含む一団を目撃している。
戦闘から2時間後、ついに撃退する。

## 損失
初期評価によると、マリ軍兵士1人は朝10時に戦死し、民間人2人とイスラム戦闘員4人が死亡した他、負傷者3人が出ている。
フランス軍はマリ軍の戦死1人と4人の負傷者、襲撃者半ダースの「無力化」を引き合いに出す。
その後、マリ軍公式声明が発表される。「損耗評価ではイスラム戦闘員4人が死亡（中略）マリ軍側は戦死1人、負傷4人（中略）遺憾な事に市民にも被害が出ており、10代の方が1人死亡し3人が負傷した」。